# Corações Unidos do Amarelinho
Grêmio Recreativo Escola de Samba Corações Unidos do Amarelinho é uma escola de samba do Rio de Janeiro, fundada a 18 de janeiro de 1995. É oriunda do Complexo  do  Amarelinho do Irajá. Foi criada como bloco de enredo e já chegou a terceira divisão do carnaval carioca.

## História
Após sua trajetória como bloco de enredo, que lhe rendeu dois campeonatos pelo Grupo 3 (1998) e (2002) e um do Grupo 2 (2004) da Federação dos Blocos, em 2005, a entidade decidiu virar escola de samba. Fez seu teste no Carnaval seguinte, sendo aprovada na avaliação da AESCRJ. Assim, passou a integrar o Grupo de acesso E em 2006. Nesse ano a escola chegou ao vice-campeonato, ascendendo para o Grupo de acesso D (quinta divisão) a qual venceu em 2007. 
Em 2008, alcançou a terceira colocação no grupo de acesso C, o que lhe garantiu o direito de desfilar no grupo B, na Marquês de Sapucaíno carnaval 2009.
Na sua estreia na Sapucaí, a escola do Irajá mostrou o enredo O grito de amor e rebeldia de uma pátria livre, de autoria do carnavalesco Humberto Abrantes. O enredo falava sobre a história do Hino Nacional Brasileiro, e sua sinopse também fazia referências a versões anteriores e alternativas da canção. Terminando na 13ª colocação (última) com 233,5 pontos, acabou sendo uma das três rebaixadas para 2010.  

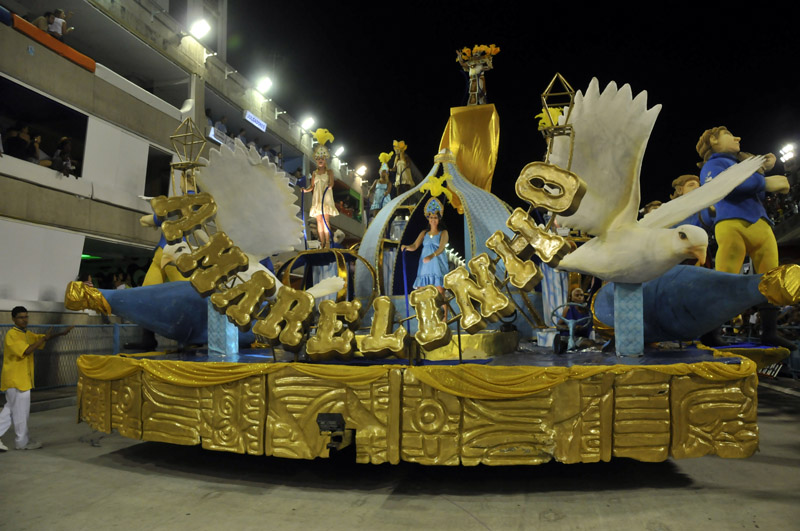
A única passagem da Corações Unidos do Amarelinho na Marquês de Sapucaí, em 2009

No seu retorno à Intendente, a escola homenageou o radialista Fernando Ribeiro. O comediante ajudou no grito de guerra e desfilou junto com a escola, que foi a décima segunda da noite de domingo, e foi uma das mais  festejadas, até pelo próprio enredo. Nesse ano, a escola contou com Aline Silva como rainha de bateria  e Wilson Jose dos Santos como presidente. Apesar do desfile que levantou o público, a escola terminou na 10º colocação, permanecendo no mesmo grupo, para 2011.

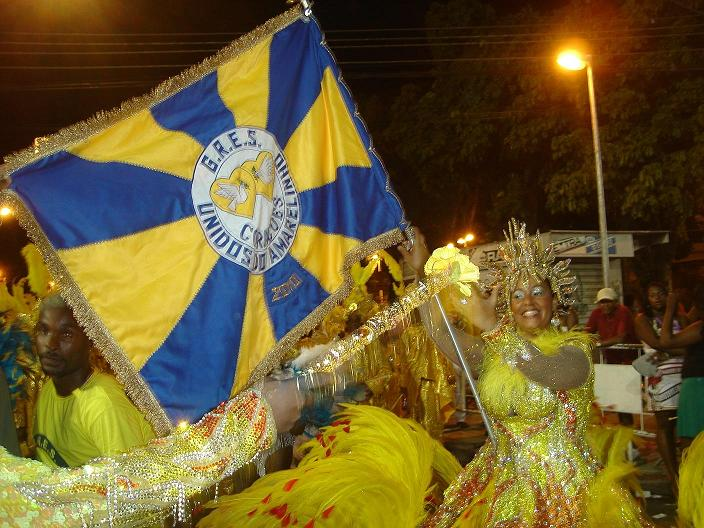
A Corações Unidos do Amarelinho no carnaval de 2010

Antes do carnaval de 2011, a escola elegeu seu novo presidente: Antônio Carlos Rimas, o Toquinho. Como carnavalesco, foi anunciado Renato Bandeira. que levou para a escola um enredo parecido com o mesmo que lançou na escola Nova Brasília, de Nova Iguaçu no carnaval de 2010, cognominado A vida é um jogo. E no jogo da vida eu sou o Rei!. Foi a 14º colocada, sendo rebaixada para o Grupo de acesso C e em 2013, onde seguiu-se novamente, o rebaixamento, dessa vez para o D, após perder 5 pontos em obrigatoriedades. Depois do carnaval 2015, fundiu-se com a vizinha Favo de Acari dando origem à Corações Unidos do Acari. 
A Escola em 2017 retornou as suas atividades, pois a Corações Unidos do Favo de Acari foi extinta após durar apenas um carnaval pela união das escolas de samba Favo de Acari e Corações Unidos do Amarelinho. Hoje, a Azul e Amarelo de Irajá volta a desfilar na passarela da Intendente Magalhães assim como a Verde, Rosa e Ouro de Acari, mas em 2018 novamente se fundiu dessa vez com a Acadêmicos do Jardim Bangu, para se originar a Corações Unidos do Jardim Bangu.

## Segmentos

### Presidentes
| Nome                                   | Mandato    | Ref.  |
| -------------------------------------- | ---------- | ----- |
| sem dados                              | 1995-2005  | [ 3 ] |
| Antônio Carlos Rimas "Mestre Toquinho" | 2006       | [ 3 ] |
| Ricardo Fradique Porto                 | 2007-2009  | [ 3 ] |
| Wilson Jose dos Santos                 | 2010       | [ 3 ] |
| Antônio Carlos Rimas "Mestre Toquinho" | 2011       | [ 3 ] |
| Ayrton da Silva "Bigail"               | 2012-2015  | [ 3 ] |
| Marco Antônio Silva                    | 2016-atual |       |

### Diretores
| Ano  | Diretor de Carnaval | Diretor de harmonia | Mestre de bateria | Ref.  |
| ---- | ------------------- | ------------------- | ----------------- | ----- |
| 2014 | Valdir Martins      | Ailton              | Cebolinha         | [ 4 ] |
| 2015 | Valdir Martins      | Ailton              | Cebolinha         | [ 4 ] |
| 2017 | Valdir Martins      | Ailton              | Jobinha           |       |

### Intérpretes
| Período   | Intérprete oficial  | Referência |
| --------- | ------------------- | ---------- |
| 2006–2007 | Dário Lima          | [ 1 ]      |
| 2008      | Gilson Bacana       | [ 1 ]      |
| 2009–2010 | Robson Moreira      | [ 1 ]      |
| 2011–2013 | Waguinho da Portela | [ 1 ]      |
| 2014      | Gonzaguinha         | [ 1 ]      |
| 2015      | Briendo             | [ 1 ]      |
| 2017      | Fogueira            | [ 1 ]      |

### Coreógrafo
| Ano       | Nome | Ref. |
| --------- | ---- | ---- |
| Dino Cruz | 2014 |      |

### Mestre-sala e Porta-bandeira
| Ano  | Nome                             | Ref. |
| ---- | -------------------------------- | ---- |
| 2011 | Willian Miranda e Kyane Cristina |      |
| 2014 | Wagner Souza e Carla Santos      |      |
| 2017 | Anderson e Priscila              |      |

### Corte de bateria
| Rainha         | Período   | Ref. |
| -------------- | --------- | ---- |
| Thamires       | 2006-2008 |      |
| Aline Silva    | 2009-2013 |      |
| Natalia Cabral | 2014-2015 |      |
| Amanda Gemaque | 2017-     |      |

## Carnavais
| Ano                                                                                                  | Colocação              | Grupo      | Enredo | Carnavalesco      | Ref.        |
| --- | ---------------------- | ---------- | --- | ----------------- | ----------- |
| 2006                                                                                                 | Vice-campeã            | Grupo E    | "Do Pinóquio ao vídeo game: O Amarelinho conta a história dos brinquedos" (Samba-enredo composto por Fogueira, Turco, Wilson, Barata e Almir)                       | Nelson Costa      | [ 1 ]       |
| 2007                                                                                                 | Campeã                 | Grupo D    | "Isto aqui, ô ô... É um pouquinho do Brasil, iá iá..." | Nelson Costa      |             |
| 2008                                                                                                 | 3.º Lugar              | Grupo C    | "Olumarê: das profundezas da terra ao sopro da vida" | Sandro Gomes      |             |
| 2009                                                                                                 | 13.º Lugar (Rebaixada) | Grupo RJ-1 | "O grito de amor e rebeldia de uma pátria livre" (Samba-enredo composto por Claudio Russo, Pinto, Rudy e Diego Chocolate)                                           | Humberto Abrantes | [ 1 ]       |
| 2010                                                                                                 | 10.º Lugar             | Grupo RJ-2 | "Fernando Ribeiro, grande brasileiro irreverente e brincalhão, que faz o povo sorrir. Vocês viram o Cabeção por aí?"                                                | Fátima Siqueira   | [ 1 ]       |
| 2011                                                                                                 | 14.º Lugar (Rebaixada) | Grupo C    | "A vida é um jogo. E no jogo da vida eu sou o Rei!" (Samba-enredo composto por Dudu Senna e Gugu Souza)                                                             | Renato Bandeira   | [ 1 ]       |
| 2012                                                                                                 | 6.º Lugar              | Grupo D    | "A força da nossa união" (Samba-enredo composto por Briendo, Dário Lima, Elson Pinheiro e Paulinho)                                                                 | Renato Bandeira   | [ 1 ]       |
| 2013                                                                                                 | 12.º Lugar (Rebaixada) | Grupo C    | "Caramuru" (Samba-enredo composto por Sidinho, Samuka, Paulo Martins, Licínio Simpatia, Felipe Pinto e Carlinhos do Cavaco)                                         | Renato Bandeira   | [ 5 ] [ 1 ] |
| 2014                                                                                                 | 7.º Lugar              | Grupo D    | "Irajá de cabo a rabo" (Samba-enredo composto por Robson do Cavaco, Marcelo Barata, Gonzaguinha, Oliveira do Chapéu, Pedrinho Total, Dudu do Cavaco e Felipe Pinto) | André Tabuquine   | [ 6 ] [ 1 ] |
| 2015                                                                                                 | 5.º Lugar              | Série D    | "Gentileza: profeta, poeta, gênio e louco todo mundo tem um pouco!"                                                                                                 | Renato Bandeira   |             |
| Em 2016 , fundiu-se com a Favo de Acari, desfilando como Corações Unidos do Favo de Acari            |                        |            | |                   |             |
| 2017                                                                                                 | 3.º Lugar              | Série E    | "Nas histórias dos antigos carnavais da vovó, vista sua fantasia e caia na folia"                                                                                   | Sidney Rocha      |             |
| Em 2018, fundiu-se com a Acadêmicos do Jardim Bangu, desfilando como Corações Unidos do Jardim Bangu |                        |            | |                   |             |

## Premiações
Prêmios recebidos pelo GRES Corações Unidos do Amarelinho.
| Ano  | Prêmio              | Categoria / premiados                                                                          | Divisão | Ref.  |
| ---- | ------------------- | ---------------------------------------------------------------------------------------------- | ------- | ----- |
| 2006 | Troféu Jorge Lafond | Vice-campeã do Grupo E                                                                         | Grupo E | [ 7 ] |
| 2007 | Troféu Jorge Lafond | Melhor escola                                                                                  | Grupo D | [ 8 ] |
| 2007 | Troféu Jorge Lafond | Samba-enredo ("Isto aqui, ô ô... É um pouquinho do Brasil, iá iá...")                          | Grupo D | [ 8 ] |
| 2007 | Troféu Jorge Lafond | Ala mirim                                                                                      | Grupo D | [ 8 ] |
| 2007 | Troféu Jorge Lafond | Personalidade (Ricardo Fradique Porto)                                                         | Grupo D | [ 8 ] |
| 2008 | Troféu Jorge Lafond | Casal de Mestre-sala e Porta-bandeira (Whiston Santos Gonçalves e Rosilane Gonçalves Coutinho) | Grupo C | [ 9 ] |